# Deutsche Badmintonmeisterschaft 1964
Die Deutsche Badmintonmeisterschaft 1964 fand vom 24. bis zum 26. April 1964 in Köln statt.

## Medaillengewinner
| Disziplin    | Gold                                                                                | Silber                                                                    | Bronze                                                                    |
| ------------ | ----------------------------------------------------------------------------------- | ------------------------------------------------------------------------- | ------------------------------------------------------------------------- |
| Herreneinzel | Wolfgang Bochow (SG Blau-Gold Braunschweig)                                         | Friedhelm Wulff (VfL Bochum)                                              | Franz Beinvogl (MTV München von 1879)                                     |
| Herreneinzel | Wolfgang Bochow (SG Blau-Gold Braunschweig)                                         | Friedhelm Wulff (VfL Bochum)                                              | Kurt Jendroska (1. BSC Bottrop)                                           |
| Dameneinzel  | Irmgard Latz (Krefelder BC)                                                         | Anneli Hennen (VfB Lübeck)                                                | Marlies Langenbrinck (Kölner FC Blau-Gold)                                |
| Dameneinzel  | Irmgard Latz (Krefelder BC)                                                         | Anneli Hennen (VfB Lübeck)                                                | Annette Schäfers (TV Krefeld-Verberg)                                     |
| Herrendoppel | Peter Birtel (VfL Bochum) Friedhelm Wulff (VfL Bochum)                              | Jürgen Jipp (VfB Lübeck) Manfred Puck (VfB Lübeck)                        | Klaus-Dieter Framke (1. Wiesbadener BC) Manfred Fulle (1. Wiesbadener BC) |
| Herrendoppel | Peter Birtel (VfL Bochum) Friedhelm Wulff (VfL Bochum)                              | Jürgen Jipp (VfB Lübeck) Manfred Puck (VfB Lübeck)                        | Gerhard Kucki (1. BV Mülheim) Horst Lösche (1. BV Mülheim)                |
| Damendoppel  | Heidi Reuß (TSV Neuhausen-Nymphenburg) Edeltraud Hefter (TSV Neuhausen-Nymphenburg) | Gerda Schumacher (1. DBC Bonn) Marlies Langenbrinck (Kölner FC Blau-Gold) | Bärbel Fieber (BC Hannover 53) Gudrun Bornträger (BC Hannover 53)         |
| Damendoppel  | Heidi Reuß (TSV Neuhausen-Nymphenburg) Edeltraud Hefter (TSV Neuhausen-Nymphenburg) | Gerda Schumacher (1. DBC Bonn) Marlies Langenbrinck (Kölner FC Blau-Gold) | Hannelore Wolfertz (STC Blau-Weiß Solingen) Irmgard Latz (Krefelder BC)   |
| Mixed        | Helmut Neutz (TSG Augsburg 85) Ingeborg Abbt (TSG Augsburg 85)                      | Rupert Liebl (MTV München von 1879) Anke Witten (MTV München von 1879)    | Jürgen de Haas (BSC Rehberge 1945) Christel Simon (BSC Rehberge 1945)     |
| Mixed        | Helmut Neutz (TSG Augsburg 85) Ingeborg Abbt (TSG Augsburg 85)                      | Rupert Liebl (MTV München von 1879) Anke Witten (MTV München von 1879)    | Horst Lösche (1. BV Mülheim) Karin Dittberner (1. BV Mülheim)             |